# Pello Ruiz Cabestany
Pello Ruiz Cabestany (* 17. März 1962 in San Sebastián, Provinz Gipuzkoa, Autonome Gemeinschaft Baskenland) ist ein ehemaliger spanischer Radrennfahrer.

## Karriere
Pello Ruiz war als Amateur Mitglied der spanischen Nationalmannschaft. Er bestritt unter anderem 1983 den Grand Prix Guillaume Tell. Er wurde 1984 Profi beim Team Orbea-Danena. Schon im ersten Jahr deutete Ruiz sein Potential für Rundfahrten an als er Zweiter bei der Valencia-Rundfahrt, Dritter bei der Aragon-Rundfahrt, Achter bei der Baskenland-Rundfahrt und 15. bei der Vuelta a España wurde. Ein Jahr später konnte er die Baskenland-Rundfahrt gewinnen, wurde Zweiter bei den Spanischen Straßenmeisterschaften und belegte den vierten Rang bei der Vuelta a España. Im folgenden Jahr konnte er sich bei der Vuelta a España als Sechster wieder unter den Top Ten platzieren und wurde Dritter bei der Midi Libre sowie Etappensieger auf der 4. Etappe der Tour de France. In der Tour de France 1985 gewann er die Sonderwertung Souvenir Henri Desgrange. 1987 gewann er die Gesamtwertung und zwei Etappen der Murcia-Rundfahrt, beendete aber weder die Vuelta a España noch die Tour de France. Nach der Tour wurde er noch 10. bei der Clásica San Sebastián. 1990 konnte Ruiz erneut Vierter in der Gesamtwertung bei der Vuelta a España werden und zwei Etappensiege, beides Einzelzeitfahren, erzielen. Bei der Tour de France 1990 erreichte er mit Platz 12 seine beste Platzierung. 1994 wurde er nochmals 7. bei der Clásica San Sebastián und zum Ende der Saison 1994 trat er vom aktiven Radsport zurück.

## Privates
Nach seiner Karriere im Radsport arbeitete er im Sportjournalismus und veröffentlichte 1997 das Buch Historias de un ciclista (Geschichte eines Radfahrers), das seine Karriere und seine Erfahrungen in der Welt des Radsports enthält. Er arbeitete auch als technischer Kommentator für Radrennen im Eurosport-Fernsehsender und nahm an Fernsehprogrammen im Zusammenhang mit Abenteuern, Bergen, Reisen und verschiedenen Reality-Shows teil. Pello Ruiz unterhält Weinberge in der Region Conca de Barberà. Sein älterer Bruder Jorge Ruiz Cabestany war ebenfalls Radprofi.

## Erfolge
1984
- eine Etappe Valencia-Rundfahrt
- Bergwertung Vuelta a La Rioja

1985
- eine Etappe Vuelta a España
- Baskenland-Rundfahrt
- eine Etappe Vuelta a Colombia

1986
- eine Etappe Tour de France 1986
- eine Etappe Midi Libre

1987
- eine Etappe
- Gesamtwertung und zwei Etappen Murcia-Rundfahrt
- eine Etappe Vuelta a Castilla y León
- Trofeo Luis Puig
- Gran Premio de Llodio

1988
- eine Etappe Mittelmeer-Rundfahrt

1989
- Gesamtwertung und eine Etappe Valencia-Rundfahrt
- Bergwertung Galicien-Rundfahrt

1990
- zwei Etappen Vuelta a España

1993
- eine Etappe Euskal Bizikleta

## Wichtige Platzierungen
| Grand Tour            | 1984 | 1985 | 1986 | 1987 | 1988 | 1989 | 1990 | 1991 | 1992 | 1993 |
| --------------------- | ---- | ---- | ---- | ---- | ---- | ---- | ---- | ---- | ---- | ---- |
| Vuelta a EspañaVuelta | 15   | 4    | 6    | DNF  | 23   | 18   | 4    | 6    | 30   | DNF  |
| Giro d’ItaliaGiro     | –    | –    | –    | –    | –    | –    | –    | –    | –    | DNF  |
| Tour de FranceTour    | –    | 54   | 36   | DNF  | –    | –    | 12   | 33   | 72   | –    |

| Monument                 | 1984 | 1985 | 1986 | 1987 | 1988 | 1989 | 1990 | 1991 | 1992 | 1993 |
| ------------------------ | ---- | ---- | ---- | ---- | ---- | ---- | ---- | ---- | ---- | ---- |
| Mailand–Sanremo          | –    | –    | –    | –    | –    | –    | –    | 24   | –    | –    |
| Flandern-Rundfahrt       | –    | –    | –    | –    | –    | –    | –    | –    | 85   | –    |
| Paris–Roubaix            | –    | –    | –    | 24   | 13   | 51   | –    | –    | –    | 21   |
| Lüttich–Bastogne–Lüttich | –    | –    | –    | –    | 45   | –    | –    | 56   | –    | 57   |
| Lombardei-Rundfahrt      | –    | –    | –    | –    | –    | –    | –    | –    | –    | –    |

## Werke
- Pello Ruiz Cabestany: Historias de un ciclista (es), Verlag Pamiela 1997, 238 S., ISBN 978-84-7681-270-9, (Erinnerungen, Anekdoten und Reflexionen von Peio Ruiz Cabestany, einem der charismatischsten Radfahrer der 80er Jahre.)